# Isuzu (1921)
Isuzu (jap. 五十鈴) – japoński krążownik lekki z okresu międzywojennego i II wojny światowej, druga jednostka typu Nagara. Wodowany 29 października 1921 roku, wszedł do służby w Dai-Nippon Teikoku Kaigun (Cesarska Marynarka Wojenna Wielkiej Japonii) 15 sierpnia 1923 roku. W okresie międzywojennym operował między innymi u wybrzeży Chin. Brał aktywny udział w walkach II wojny światowej na Pacyfiku, w tym w rejonie Wysp Salomona. Kilkukrotnie pełnił funkcję jednostki flagowej. Pomiędzy majem a wrześniem 1944 roku, „Isuzu” został przebudowany na krążownik przeciwlotniczy. Został zatopiony w wyniku ataku torpedowego amerykańskich okrętów podwodnych 7 kwietnia 1945 roku u wybrzeży wyspy Sumbawy.
Uzbrojenie główne stanowiło początkowo siedem pojedynczych dział kalibru 140 mm. Po przebudowie na krążownik przeciwlotniczy głównym uzbrojeniem były trzy podwójne działa uniwersalne kalibru 127 mm oraz liczne działka małokalibrowe. Wyporność standardowa krążownika wynosiła 5170 ts, a długość 162,15 m. Napęd stanowiły cztery zespoły turbin, do których parę dostarczało dwanaście kotłów. „Isuzu” był w stanie osiągnąć maksymalną prędkość wynoszącą 36 węzłów.

## Zamówienie i budowa
„Isuzu” powstał jako druga jednostka z serii krążowników lekkich typu Nagara – stanowiących rozwinięcie znajdujących się jeszcze wówczas w budowie jednostek typu Kuma. Okręty te powstały na mocy decyzji dowództwa Marynarki Wojennej z roku 1917 o budowie ośmiu krążowników o wyporności normalnej wynoszącej 5500 ts. W 1918 roku zamówienie poszerzono o dodatkowe trzy okręty. Tak Flota Cesarska zyskała pięć okrętów typu Kuma oraz sześć jednostek Nagara, do których należał okręt „Isuzu”. Okręty obu typów wybudowano w tym samym układzie kadłuba i rozwiązań technologicznych zastosowanych przy budowie krążowników. W stosunku do okrętów reprezentujących projekt Kuma, krążowniki typu Nagara, miały większy pomost bojowy, który zyskał kilka dodatkowych kondygnacji, oraz wyrzutnie torpedowe większego kalibru.
Stępkę pod budowę „Isuzu” położono 10 sierpnia 1920 roku w stoczni Uraga Dock Co. Wodowanie krążownika odbyło się 29 października 1921 roku, zaś uroczyste wprowadzenie do służby miało miejsce 15 sierpnia 1923 roku w Yokosuce.

## Opis

### Skrócony opis konstrukcji
Kadłub „Isuzu” miał 162,15 m długości całkowitej, zaś na linii wodnej długość wynosiła 156,65 m. Szerokość jednostki wynosiła 14,17 m, natomiast jej zanurzenie wynosiło 4,85 m. Wyporność standardowa wynosiła 5170 ts, zaś normalna 5690 ts. Załoga jednostki liczyła bazowo 450 osób, w tym 37 oficerów. W wypadku jeśli okręt pełnił funkcję okrętu flagowego, zaokrętowanych było na nim dodatkowych 27 osób, w tym 5 oficerów.
„Isuzu” napędzany był za pośrednictwem czterech zespołów turbin parowych systemu Parsonsa, do których parę dostarczało dwanaście kotłów opalanych paliwem płynnym i węglem. Po modernizacji kotły opalano wyłącznie ropą. Każdy zespół turbin za pośrednictwem własnej przekładni redukcyjnej napędzał swoją linię wału napędowego, zakończoną pojedynczą, trójpłatową śrubą napędową. Układ napędowy generował maksymalną moc wynoszącą 90 000 KM, co pozwalało osiągnąć krążownikowi maksymalną prędkość prawie 36 węzłów. Zasięg jednostki wynosił 8500 Mm przy prędkości 10 węzłów, 6000 Mm przy 14 w. oraz 1000 Mm przy prędkości wynoszącej 23 węzły. Energię elektryczną na okręcie zapewniały dwa spalinowe generatory prądu stałego o mocy odpowiednio 66 i 88 kW, generujące prąd o napięciu 110 V. Zainstalowano je w przedziale maszynowni.
Zastosowany układ opancerzenia kadłuba był praktycznie taki sam jak w przypadku projektu Kuma.  Okręt miał pas pancerny o grubości 63,5 mm, łączący się z pokładem górnym, o długości 73,17 m oraz wysokości 4,87 m, z czego 0,84 m znajdowało się pod wodą. Zapewniał ochronę „Isuzu” przed ostrzałem z dział kalibru 102 mm. Pas ten znajdował się po obu stronach burt i chronił pomieszczenia kotłowni oraz maszynowni. Wykonany był ze stali o wysokiej odporności na rozciąganie oraz składał się dwóch warstw płyt pancernych. Pokład główny jednostki pokryto płytami pancernymi o grubości 28,5 mm. Zamontowane wcześniej główne działa kal. 140 mm osłonięto maskami pancernymi o grubości 10 mm. Komory amunicyjne dział głównych zostały opancerzone płytami o grubości 32 mm, natomiast opancerzenie podajników amunicyjnych wynosiło 16 mm.

### Uzbrojenie i wyposażenie

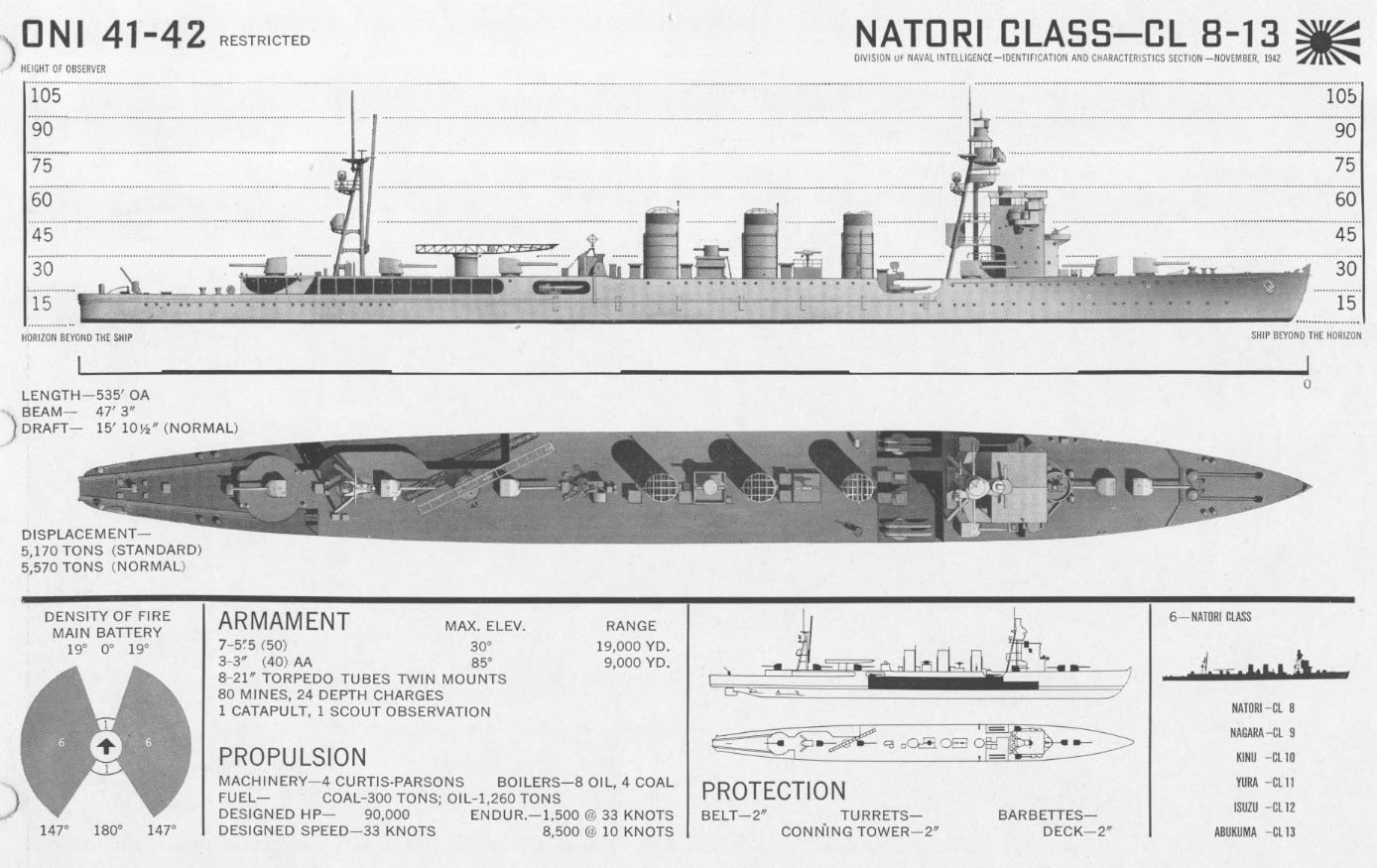
Sylwetka okrętów typu Nagara przed przebudową (poniżej schemat kątów ostrzału artylerii i schemat opancerzenia)

„Isuzu” wyposażono w dalocelowniki, lornety oraz kompasy. Większość tego wyposażenia znajdowała się na pokładzie kompasowym. Okręt miał dwa maszty. Jeden ulokowano za dziobówką, a drugi na śródokręciu w okolicach rufy. Na dziobowym maszcie znajdował się dalocelownik Typu 13 służący do kierowania ogniem artyleryjskim, stanowisko dowodzenia artylerią i dwa reflektory. W 1939 roku reflektory o średnicy 90 cm zastąpiono przez trzy o średnicy 110 cm. Początkowo okręt miał dalmierz 2,5-metrowy na mostku, a podczas modernizacji pod koniec 1932 roku otrzymał dalmierz o bazie 4,5 m w wieży nad mostkiem. W maju 1943 roku okręt otrzymał radar ostrzegania powietrznego Typu 21. Radar w postaci płaskiej, kwadratowej anteny zamontowano na trójnożnym maszcie na dachu pomostu kompasowego.
Okręt wyposażony był początkowo w platformę startową dla samolotu myśliwskiego Mitsubishi 1MF, znajdującą się na dziobie przed nadbudówką, z hangarem w nadbudówce, która nie okazała się jednak praktyczna i nie była używana. Od roku 1934 okręt używał wodnosamolotów Nakajima E8N lub Kawanishi E7K wystrzeliwanych przy pomocy obrotowej katapulty, zamontowanej na pokładówce rufowej. Ostatni typ maszyn używany był, gdy okręt pełnił rolę jednostki flagowej floty.
W momencie wejścia do linii krążownik uzbrojony był w siedem głównych dział okrętowych L/50 Typ 3 kalibru 140 mm. Każde działo umiejscowiono na pojedynczym stanowisku ogniowym. Dwa działa umiejscowione były na dziobie, w układzie tandemu, jednak lufy były skierowane w inne strony. Lufa działa numer jeden skierowana była w kierunku dziobu, zaś lufę działa numer dwa skierowano na nadbudówkę. Po bokach nadbudówki ulokowano po jednym dziale (jedno na każdą burtę). Pozostałe trzy działa zamontowano wzdłuż płaszczyzny symetrii kadłuba – dwa stanowiska umiejscowiono za ostatnim kominem na śródokręciu, a ostatnie działo ulokowane było na rufie. Dla pięciu dział przewidziano zapas pocisków wynoszący 120 sztuk, zaś dla dwóch bocznych dział zapas ten wynosił 105 sztuk. Dodatkowo „Isuzu” dysponował dwiema armatami salutacyjnymi kal. 57 mm.
W zakresie uzbrojenia przeciwlotniczego okręt był wielokrotnie przezbrajany. W momencie wejścia do służby składało ono się z dwóch pojedynczych armat przeciwlotniczych kal. 76,2 mm, zamontowanych po bokach pierwszego komina. Zapas amunicji dla każdej z armat wynosił 240 sztuk, była ona rozdzielnego ładowania. Uzbrojenie to uzupełniały dwa karabiny maszynowe Typu 3 kalibru 6,5 mm. Karabiny te umiejscowiono pomiędzy drugim a trzecim kominem. Pod koniec 1932 roku na okręcie zamontowano stanowisko poczwórnych wkm Hotchkiss kalibru 13,2 mm na platformie przed nadbudówką dziobową. Dwie armaty plot. kal. 76,2 mm zastąpiono w tym samym czasie podwójnymi stanowiskami karabinów maszynowych Typu 93 kal. 13,2 mm, które z kolei zastąpiono na początku 1939 roku podwójnymi stanowiskami działek Typu 96 kal. 25 mm. Dwa karabiny maszynowe kal. 6,5 mm zostały pod koniec 1932 roku zastąpione przez karabiny maszynowe Lewis kal. 7,7 mm. Na początku 1943 roku działa numer 5 i 7 kal. 140 mm zostały zastąpione przez jedno dwulufowe stanowisko dział przeciwlotniczych Typu 89 kal. 127 mm oraz dwa potrójne stanowiska działek 25 mm.
Okręt miał także cztery podwójne wyrzutnie torped kalibru 610 mm przystosowane do torped Typu 8. „Isuzu” miał także zainstalowane tory minowe dla 48 min morskich.

#### Jako krążownik przeciwlotniczy
W wyniku przebudowy na krążownik przeciwlotniczy w 1944 roku „Isuzu” zyskał dodatkowo radar ostrzegania powietrznego Typu 13 oraz nawodnego Typu 22. Krążownik dysponował więc trzema stacjami radiolokacyjnymi. Do obrony przed okrętami podwodnymi zamontowano hydrofon i stację hydrolokacyjną.
Zmieniono także uzbrojenie. Zdemontowano wszystkie główne działa kal. 140 mm i zastąpiono trzema podwójnymi działami uniwersalnymi Typu 89 kal. 127 mm. Pierwsze zamontowano na dziobie, drugie ulokowano na śródokręciu, natomiast trzecie pozostało na rufie (zamontowano je jeszcze w 1943 roku w miejsce rufowej armaty L/50). Dwa podwójne działa Typu 96 kal. 25 mm zostały zastąpione przez te same działa jednak w wariancie trzylufowym. Dodatkowo poczwórne stanowisko karabinów kalibru 13,2 mm zostało zastąpione przez dwa potrójne stanowiska kalibru 25 mm. W konfiguracji krążownika przeciwlotniczego okręt uzbrojony był w 3 × II działa Typu 89 kal. 127 mm oraz 50 dział przeciwlotniczych kal. 25 mm w układzie 11 × III i 17 × I. Cztery podwójne wyrzutnie torped zastąpiono dwiema poczwórnymi kal. 610 mm Typu 92 dla torped Typ 93. Łącznie krążownik zabierał zapas 16 torped. Dodatkowo okręt zyskał dwie zrzutnie bomb głębinowych.

## Służba

### Okres międzywojenny
15 sierpnia 1923 roku w Yokosuce odbyła się uroczystość wcielenia „Isuzu” do służby w Cesarskiej Marynarce Wojennej Japonii. Nazwa okrętu pochodziła od nazwy rzeki płynącej w na południu wyspy Honsiu. Już w 1924 roku okręt pełnił funkcję jednostki flagowej 3. Flotylli Krążowników na wodach chińskich, natomiast w latach 1925–1926 krążownik był okrętem flagowym 2. Flotylli Niszczycieli. W 1927 roku okręt został przeniesiony do rezerwy, jednak na przełomie marca i kwietnia okręt wraz z „Sendai” prowadził działania w rejonie rzeki Jangcy u wybrzeży Chin. W latach 1928–1929 w porcie macierzystym pełnił funkcję okrętu szkolnego. W 1930 roku przez chwilę „Isuzu” pełnił służbę w Mako w Peskadorach, jednak jeszcze w tym samym roku okręt trafił z powrotem do rezerwy.
W latach 1931–1934 krążownik przeszedł modernizację w Yokosuce, po czym wcielono go w skład Sentai 8 Pierwszej Floty. W okresie od 30 października 1934 roku do 15 stycznia 1935 roku na okręcie prowadzono prace modernizacyjne mające na celu polepszenie jego stateczności. W marcu i kwietniu 1935 roku krążownik odbywał rejsy patrolowe na wodach chińskich, natomiast od 1936 roku był okrętem flagowym 1. Flotylli Okrętów Podwodnych. W listopadzie 1939 roku „Isuzu” przejął funkcję okrętu flagowego Drugiej Floty. W 1940 roku okrętu uczestniczył w kolejnych rejsach po wodach chińskich, a 15 listopada tego roku okręt wszedł w skład Szóstej Floty.

### Lata 1941–1942
We wrześniu okrętem flagowym 2 Dywizjonu Niszczycieli admirała Tanaki. 15 września 1941 roku okręt został przeniesiony do Sentai 15. Od 16 września 1941 roku okręt patrolował Morze Południowochińskie. W grudniu 1941 roku i styczniu 1942 roku okręt stacjonował w Hongkongu. Na przełomie stycznia i lutego 1942 roku „Isuzu” eskortował transport żołnierzy japońskich z Mako do Songhli na Półwyspie Malajskim. Na przełomie marca i kwietnia tego samego roku okręt przechodził krótki remont dokowy w Hongkongu. 10 kwietnia 1942 roku krążownik wszedł w skład Sentai 16 2. Floty Ekspedycyjnej. W drugiej połowie kwietnia 1942 roku okręt prowadził patrole na Morzu Jawajskim. W maju i czerwcu 1942 roku „Isuzu” został okrętem flagowym Sentai 16, po czym w lipcu był ponownie dokowany w macierzystym porcie w Yokosuce. Po naprawach, 26 lipca wyruszył do Ambon, po czym okręt osłaniał desant na wyspy Tanimbar. 13 września krążownik osłaniał transport 2. Dywizji Piechoty, a 22 września osłaniał desant na wyspy Shortland. Od 25 września okręt bazował na atolu Truk. 13 i 14 października „Isuzu” wraz z siedmioma niszczycielami osłaniał pancerniki „Kongō” oraz „Haruna”, a 15 i 16 października okręt osłaniał bombardowanie lotniska Henderson Field na Guadalcanalu przez ciężkie krążowniki „Maya” i „Myōkō”. 
Okręt wziął udział w Bitwie koło wysp Santa Cruz. 5 listopada okręt wraz z eskortą ośmiu niszczycieli zawinął do bazy na wyspach Shortland, gdzie jednostki te zostały włączone w skład eskadry dowodzonej przez wiceadmirała Gun’ichi Mikawa. W nocy z 13 na 14 listopada krążownik wraz z okrętami Gun’ichi Mikawy i okrętami Shōji Nishimury brał udział w okrążeniu Wysp Salomona i ponownym ostrzale lotniska Henderson Field. Rankiem, podczas powrotu z misji, krążownik został zaatakowany przez samoloty z Henderson Field i lotniskowca USS „Enterprise” (CV-6) w okolicach wyspy Rendova. W pobliżu „Isuzu” eksplodowały dwie bomby lotnicze doprowadzając do zalania kotłowni numer 3. Krążownik został przeholowany do Shortland, skąd po prowizorycznych naprawach udał się na naprawę na atol Truk.

### Lata 1943-1944

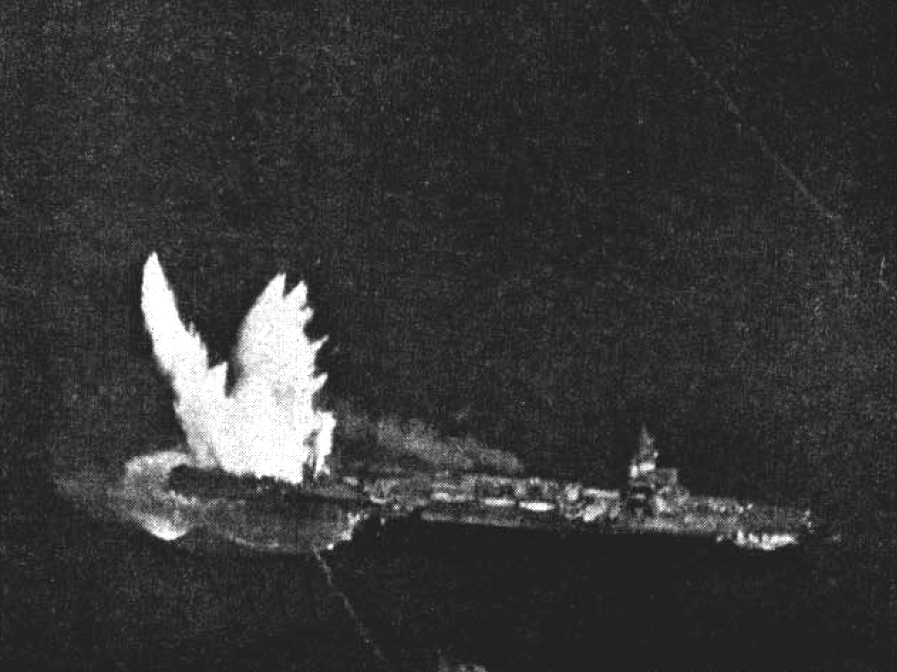
Moment trafienia bombą krążownika „Isuzu” podczas ataku lotniczego na okręt z dnia 5 grudnia 1943 roku

W miesiącach od stycznia do maja 1943 roku „Isuzu” przeszedł pierwszą, głębszą modernizację od początku wojny, polegającej m.in. na montażu podwójnej armaty Typu 89 kal. 127 mm oraz wzmocnieniu obrony przeciwlotniczej, poprzez dodanie stanowisk przeciwlotniczych dla działek kal. 25 mm. W międzyczasie 1 kwietnia utworzono Sentai 14, do której to wcielono „Isuzu”. W czerwcu 1943 roku odbył dwa rejsy z zaopatrzeniem do Nauru. W dniach 24–28 lipca okręt holował zbiornikowiec „Tonan Maru 3”, ciężko uszkodzony przez okręt podwodny USS „Tinosa” (SS-283). W sierpniu okręt bazował na atolu Truk, zaś w dniach 3–7 września krążownik transportował piechotę z tego to atolu do atolu Kwajalein. Dodatkowo „Isuzu” prowadził patrole w obszarze wyżej wymienionego atolu do października 1943 roku. W późniejszym czasie krążownik wpłynął do Szanghaju, skąd po kilku dniach wypłynął w składzie konwoju do Kavieng. W odległości około 60 Mm od portu docelowego, konwój został zaatakowany przez grupę bombowców Consolidated B-24 Liberator, którym udało się uszkodzić jeden z eskortowanych statków transportowych.
4 listopada 1943 roku w pobliżu portu w Kavieng, „Isuzu” wpłynął na minę morską. Eksplozja spowodowała uszkodzenia kadłuba i zacięcie się dwóch głównych wież artyleryjskich. 9 listopada okręt odholowano do bazy w Truk, gdzie dokonano prowizorycznych napraw. 21 listopada, okręt wraz z krążownikiem „Naka” opuściły atol. 22 i 23 listopada na wyspie Pohnpei, na oba okręty zaokrętowano 1500 żołnierzy, którzy mieli trafić na Kwajalein, jednak w wyniku upadku Wysp Gilberta okręty przekierowano na atol Mili. Dotarły tam 1 grudnia 1943 roku. 5 grudnia oba okręty zostały zaatakowane przez bombowce nurkujące oraz samoloty torpedowe pochodzące grupy lotniczej lotniskowców USS „Lexington” (CV-16) oraz USS „Yorktown” (CV-10). „Isuzu” został trafiony trzema bombami w okolice głównej wieży artyleryjskiej numer 3, dodatkowo kilka bomb wybuchło obok okrętu doprowadzając do licznych uszkodzeń. W wyniku ataków zginęło 20 marynarzy. Uszkodzenia zostały naprawione na tyle, by pozwolić jednostce na rejs do atolu Truk, gdzie przeprowadzono jego naprawę. Naprawy trwały od 12 grudnia do 17 stycznia 1943 roku.
23 stycznia 1944 roku okręt powrócił do macierzystego portu, gdzie do 30 kwietnia okręt przeszedł remont główny. Od 1 maja do 14 września 1944 roku „Isuzu” przeszedł przebudowę na krążownik przeciwlotniczy w stoczni Mitsubishi w Yokohamie. W międzyczasie 20 sierpnia okręt został jednostką flagową Sentai 31, która była częścią Połączonej Floty. Okręt brał udział w bitwie w zatoce Leyte. Grupą okrętów w której znajdował się „Isuzu” dowodził wiceadmirał Jisaburō Ozawa. 25 października doszło do starcia okrętów dowodzonych przez Ozawę z samolotami United States Navy, podczas to której okręt przyjął na pokład marynarzy z ciężko uszkodzonego lotniskowca „Chiyoda”. „Isuzu” w starciu odniósł niewielkie uszkodzenia, tracąc 13 członków załogi. W tym samym dniu okręt został ostrzelany przez amerykańskie krążowniki podczas podejmowania rozbitków. 29 października okręt wpłynął do portu w Kure. W listopadzie 1944 roku okręt wyruszył z zaopatrzeniem do Brunei. 19 listopada okręt został trafiony torpedą z amerykańskiego okrętu podwodnego USS „Hake” (SS-256). Trafiła ona w część rufową kadłuba doprowadzając do uszkodzenia steru jak i samej rufy. Po prowizorycznych naprawach okręt dopłynął do Singapuru. Od 12 grudnia 1944 roku do 1 kwietnia 1945 roku okręt przechodził naprawę i remont w bazie w Surabai.

### Rok 1945
4 kwietnia 1945 roku krążownik wyruszył z Surabai w kierunku wyspy Sumbawa w eskorcie torpedowca i dwóch trałowców. Zespół okrętów japońskich, został dostrzeżony przez grupę amerykańskich okrętów podwodnych – USS „Gabilan” (SS-252), USS „Besugo” (SS-321) oraz USS „Charr” (SS-328). 6 kwietnia japoński zespół atakowany był przez holenderskie bombowce North American B-25 Mitchell. Eksplozje bomb uszkodziły dziób okrętu. Tego samego dnia okręty wyokrętowały transportowanych żołnierzy na wyspie Sumbawa, po czym udały się w drogę powrotną. Rankiem, 7 kwietnia 1945 roku „Isuzu” w odległości 60 Mm od wyspy został trafiony w lewą burtę, tuż pod mostkiem, torpedą wystrzeloną przez okręt USS „Gabilan”. O godzinie 8:30, podczas prób opanowania sytuacji na krążowniku, w lewą burtę trafiły dwie torpedy wystrzelone przez USS „Charr”. Po około 15 minutach „Isuzu” obrócił się do góry stępką i zatonął na pozycji 07°38′S 118°09′E/-7,633333 118,150000. Zginęło 190 członków załogi, uratowano 450 marynarzy. Krążownik skreślono ze stanu floty 20 czerwca 1945 roku.

## Okręt w kulturze
Krążownik pojawił się w grze War Thunder, jako jeden z japońskich okrętów floty pełnomorskiej.